# ماتيو فيديلي
ماتيو فيديلي (20 يوليو 1992 بلوزان في سويسرا - ) هو لاعب كرة قدم سويسري في مركز الوسط. شارك مع منتخب سويسرا تحت 21 سنة لكرة القدم. أما مع النوادي، فقد لعب مع نادي سيون ونادي غراسهوبر زيوريخ ونادي كاربي.

## وصلات خارجية
- ماتيو فيديلي على موقع قاعدة بيانات كرة القدم.إي يو (الإنجليزية)
- ماتيو فيديلي على موقع Soccerway.com (الإنجليزية)